# الینگتون، کمبریج‌شر
الینگتون (به انگلیسی: Ellington) یک روستا و محله مدنی در بریتانیا است که در هانتینگدونشر واقع شده‌است. الینگتون ۵۸۵ نفر جمعیت دارد.